# 姑婆芋粉蝨
姑婆芋粉蝨（学名：Rabdostigma alocasia）为粉蝨科惑粉蝨屬下的一个种。